# Плавунчик гладкий
Плавунчик гладкий (лат. Haliplus obliquus) — вид жесткокрылых насекомых из семейства плавунчиков. Распространён в Европе, Закавказье, Сибири, Марокко, Турции, Иране и Ираке. Обитают в пресных водоёмах, главным образом в прудах и реках, а также в пресных каналах, ручьях и канавах. Длина тела имаго 3—3,5 мм. Тело почвенного цвета, придатки — охрового. Бороздки надкрылий чёрные часто прерывчатые и V-образно сливающиеся.